# Nachbergbau
Nachbergbau bezeichnet alle Maßnahmen in einer Region nach Ende der Gewinnung im Bergbau.

## Grundlagen
Wenn in einem Bergrevier der Bergbau beendet wird, bleiben eine Vielzahl von Hinterlassenschaften des Bergbaus. Insbesondere in Regionen, in denen über mehrere Jahrhunderte Bergbau betrieben wurde, ist die Anzahl der Hinterlassenschaften sehr groß und vielfältig. So sind noch eine Vielzahl von alten Stollen, Schächten und Strecken vorhanden. Ein großer Teil dieser Grubenbaue ist noch nicht oder nur unzureichend gesichert. So geht man alleine im Ruhrgebiet davon aus, dass mehr als tausend Schächte aus dem Altbergbau nicht bekannt sind. Viele Schächte aus dem Altbergbau sind nicht richtig verwahrt. Durch den Bergbau wurden sehr viele untertägige Hohlräume geschaffen, die allmählich mit Grubenwasser voll laufen. Dieses Grubenwasser kann, wenn es nicht gehoben wird, in den Grundwasserleiter eindringen und sich mit dem Grundwasser vermischen. Oftmals sind von den geschlossenen Bergwerken noch viele Tagesanlagen und Bergwerksareale vorhanden, die möglichst zügig einer weiteren Nutzung zugeführt werden sollten. Wenn in einer Region Tagebau betrieben wurde, musste dort in der Regel der Grundwasserspiegel abgesenkt werden, dieses soll nach Beendigung des Tagebaus möglichst zügig wieder auf den vorbergbaulichen Zustand wieder ansteigen.

## Themenfelder und Aufgaben des Nachbergbaus
Unter Nachbergbau wird die Gesamtheit aller Prozesse und Aufgaben nach Beendigung der Rohstoffgewinnung verstanden. Hierzu zählen neben den unmittelbaren Aufgaben der Sicherung und Sanierung von bergbaulichen Hinterlassenschaften auch das langfristige und nachhaltige Management der Lagerstätten und der in Anspruch genommenen Flächen. Klassische Themenfelder sind das Risikomanagement im Altbergbau sowie die Renaturierung und Rekultivierung ehemals bergbaulich genutzter Flächen. Wesentliche Aufgaben sind neben dem Grund- und Grubenwassermanagement im Stein- und Braunkohlenbergbau auch der Rückbau und die Verfüllung von montanen Erkundungs- und Förderbohrungen sowie die Verwahrung von Standorten der Öl- und Gasindustrie. Hierzu zählt auch das Geo-Monitoring postmontaner Prozesse und Wirkungszusammenhänge (z. B. Bergschäden). Die Grundlagen hierfür liefert ein umfassendes Daten-, Informations- und Wissensmanagement. Hinzu kommen Baumaßnahmen an der Infrastruktur wie z. B. Poldermaßnahmen an Flüssen. Aufgrund dieser vielfältigen Aufgaben wurde ein eigener Studiengang "Geoingenieurwissenschaften und Nachbergbau" geschaffen.

## Forschung
2015 wurde an der Technischen Hochschule Georg Agricola (THGA) in Bochum das Forschungszentrum Nachbergbau (FZN) gegründet, dessen Fokus auf der wissenschaftlichen Begleitung der Ewigkeitsaufgaben des Steinkohlenbergbaus liegt.
Alle zwei Jahre findet die Fachtagung „NACHBergbauzeit in NRW“ statt.